# 국민모임
국민모임 (가칭)은 여러 시민사회 재야인사가 출범시킨 "국민의 눈물을 닦아 줄 수 있는 정치세력의 건설을 촉구하는 모임"에서 추진하고 있었던 신당이었다.
'대중적인 진보정당'를 표방하는 김세균 서울대 명예교수, 이수호 전 민노주총 위원장, 영화감독 정지영, 명진 스님, 함세웅 신부 등 각계에서 명망과 인지도를 갖춘 재야인사와 정동영 전 장관을 주축으로 최규식 전 의원, 김성호 전 의원, 유원일 전 창조한국당 의원 등의 새정치민주연합 내 개혁인사가 합류하여 추진하고 있으며,
2015년 3월 1일 창당준비위원회를 출범시키고, 2015년 3월 29일 서울특별시 문래동의 폐공장에서 발기인 대회를 개최하고 창당준비위원회를 발족시켜 논의 4개월 만에 정당에 준하는 법적지위를 갖추게 되었다. 그러나 6개월 시한이 지나 창당준비위원회가 해산된 뒤 국민의당에 합류하였다. 잔류한 인원은 2015년 정의당과 통합했다.

## 출범
2014년 12월 24일, 국회 정론관에서 각계 유력 인사들은 105인 국민선언을 열고  국민의 눈물을 닦아줄 수 있는 정치세력의 건설을 촉구하는 모임 (약칭 국민모임)의 결성을 선언했다. 국민모임은 선언문에서 핵심가치로 △평화생태복지국가 △비정규직과 정리해고 없는 노동의 가치가 존중된 사회 △그들의 의사와 이해관계를 진정으로 대변하는 정치 체제 △아래로부터 국민의 의사를 수렴, 모든 분야에서 독점을 깨고 국민이 주인이 되는 참여 민주제 △한반도 평화체제를 바탕으로 한 동아시아 평화공동체 건설 등을 내걸었다.
1월 7일, 신년회에서 신당창당추진위원회를 출범시키기로 하고 전국순회대토론회 개최, 1050인이 참가하는 2차 국민선언 실시 등을 의결하였다. 이날 신년회에서 합류설이 돌았던 정동영 전 장관은 불참하였고, 대신 김성호 전 의원이 참석하였다. 4월 29일날 실시되는 보궐선거에도 어떤 형식이든 간에 참가하겠다고 밝혔다.
1월 11일, 합류설이 돌았던 정동영 전 장관은 이날 국회에서 기자회견을 열고 “오랜 고민 끝에 오늘 새정치연합을 떠나 국민모임의 시대적 요청에 동참하기로 결정했다”며 야권신당인 국민모임에 합류할 것을 공식적으로 선언했다. 정 전 장관과 함께 최규식, 김성호, 임종인 전 민주당 의원과 유원일 전 창조한국당 의원등 새정치민주연합내 진보개혁인사도 동반 합류를 선언했다. 합류설이 제기되었던 천정배 전 의원은 "현재로서는 관망 중" 이라며 유보적인 입장을 보였다.
1월 15일, 유일한 원내 진보정당인 정의당의 천호선 대표는 국회 의원회관에서 신년 기자회견을 열어 “진보의 힘을 모으는 것이 정의당에 주어진 사명”이라며 △재야인사로 구성된 국민모임과 △노동단체인 노동정치연대 △현재 통합을 쟁점으로 당대표 선거를 치르고 있는 노동당 등에 진보정치세력 재편을 위해 함께 만날 것을 제안했다. 단, 옛 통합진보당 지도부와는 만나지 않겠다며 선을 긋고 거리를 두었다.
1월 18일, 정동영 전 통일부 장관은 라디오 ‘신동호의 시선집중’에 출연해 “국민모임이 추구하는 신당은 장그래 정당을 만들겠다는 것”이라고 말했다. 또,  "4월에 예정된 보선. 신당이 왜 나와야 하는가를 설명할 수 있는 참신하고 새로운 인물들을 내세움으로써 국민적 관심과 기대를 모으게 될 것"이라며 4월 보궐선거에서 국민모임이 3곳 모두 독자후보를 내겠다는 것을 시사했다. 이날 양기환 국민모임 대변인은 "아직 때묻지 않은 시민사회 진영에 있는 사람들을 발굴해 새로운 정치세력을 만드는 일" 이라면서 새롭고 참신한 인물들을 영입할 것이라 밝혔다.
1월 27일, 17대 국회의원을 지낸 임종인 전 의원이 새정치민주연합을 탈당하고 국민모임에 합류했다. 한미 자유 무역 협정(FTA) 반대 등의 개혁적 성향을 보여온 임 의원은, “'야권 교체 없이 정권 교체는 없다’는 국민모임의 주장에 동의하며, 새정치연합이 서민과 중산층이 아닌 ‘유산층’을 대변하는 정당이 됐다는 지적에 동의한다”며 성명을 발표했다. 실제로 새정치민주연합은 "우경화의 늪에 빠져 야당성을 잃고 유산층을 대변한다."는 지적이 오래 전부터 있어왔다.
1월 29일, 서울 용산구 남영동 신당추진위 사무실에서 회견을 열고 신당추진위 출범 취지와 추진위원 명단을 발표하고 신당추진위원회를 발족했다. 이날 신당추진위 측은 기자회견을 통해 "새누리당은 자본과 미국의 요구를 무조건 수용하고 대통령의 명령에 일사불란하게 따르는 반국민적 통치기구가 되었고, 야당 또한 정체성을 상실하고 무능의 늪에서 헤어나지 못하고 있다"며 "4월 보궐선거는 6월 창당으로 가기 위한 징검다리" "후보 영입작업에 박차를 가하겠다" 고 밝히고. 본격적인 창당작업에 돌입하였다.
4월 20일, 서울시의회 이행자 의원과 관악구의회 소남열 의원이 새정치민주연합을 탈당하고 국민모임에 합류했다.
4월 26일, 김기옥, 김정중, 정희석 등 전 서울시의원 3명이 새정치민주연합을 탈당하고 국민모임에 합류했다.
과거에 합류했던 전직 국회의원, 서울 시의원과 구의원은 모두 정동영 의장과 함께 국민모임을 떠난 상태이다.

## 4.29 재보궐 선거
정동영 국민모임 인재영입위원장은 서울특별시 관악구을 국회의원 보궐선거에 국민모임 소속으로 출마하였고, 노동당과의 단일화와 정의당 이동영 후보의 미등록, 게다가 前 통합진보당 이상규 후보의 사퇴로 사실상 진보진영 단일후보로 선정되었다. 하지만 20.15%의 득표율에 그치며 3위로 낙선하였다.

## 창준위 해산
6개월내에 창당을 마치지 못해 2015년 10월 중앙당 창당준비위원회가 등록취소되었다.
이후 정의당, 국민모임, 노동정치연대 양경규 대표, 진보결집+(노동당 탈당파)가 통합 정당을 만들기로 합의했다. 정당이 아닌 세 단체에서 정의당에 가입한 뒤 네 세력의 합의에 따라 정책과 공약을 정하여 총선을 치르고 나서 새 당명을 정하는 방식이다. 순창군에서 칩거하던 정동영 전 의원은 통합신당에 참가하지 않았고 2016년 총선때 국민의당에 합류했다.